# Karol Rzepecki
Karol Rzepecki (ur. 21 czerwca 1865 w Poznaniu, zm. 14 grudnia 1931 tamże) – polski księgarz, działacz społeczny i polityczny, redaktor „Sokoła”, członek Naczelnej Rady Ludowej w 1918 roku, poseł na Sejm I i II kadencji w II RP z ramienia Związku Ludowo-Narodowego oraz Stronnictwa Narodowego. 

## Życiorys
W 1885 ukończył szkołę realną w Poznaniu i wyjechał do Szczecina, gdzie pracował w firmie handlowej, był ministrantem; później zatrudniony w banku w Berlinie. W 1894 po śmierci ojca osiadł w Poznaniu i podjął pracę w „Gońcu Wielkopolskim” i drukarni W. Simona. W 1908 został wspólnikiem Zdzisława Rzepeckiego w firmie księgarsko-wydawniczej, a w latach 1913–1929 prowadził własną Wielkopolską Księgarnię Nakładową. Od 1929 był kierownikiem swojej dawnej księgarni, przekształconej w spółkę z ograniczoną odpowiedzialnością ze względu na trudności finansowe.
Aktywny politycznie. W okresie zaborów wydawał dzieła polskie – historyczne, poetyckie, śpiewniki narodowe. Publikował artykuły na łamach „Gońca Wielkopolskiego” (1895–1896), „Sokoła” (1902–1907), „Pracy” (1905–1907), był członkiem i prezesem okręgu poznańskiego Towarzystwa Gimnastycznego „Sokół”, działał w Towarzystwie Czytelni Ludowych, Związku Towarzystw Przemysłowych i Rzemieślniczych, Związku Towarzystw Kupieckich, Towarzystwie Popierania Przemysłu i Handlu Polskiego „Rozwój”. Wielokrotnie stawał przed sądami niemieckimi za działalność narodową.
W latach 1909–1919 wchodził w skład Rady Głównej i Zarządu Głównego Polskiego Towarzystwa Demokratycznego w zaborze pruskim (późniejsze Towarzystwo Demokratyczno-Narodowe), a 1898–1918 był prezesem komitetu wyborczego miasta Poznania. Działał w Tajnej Organizacji Niepodległościowej. W grudniu 1918 został członkiem Rady Ludowej w Poznaniu (a także jej sekretarzem), współtworzył 14. kompanię Straży Ludowej, aktywną w wyzwalaniu Poznania. Został pierwszym polskim prezydentem policji miasta Poznania. Odszedł ze stanowiska już wiosną 1920, obciążony odpowiedzialnością za krwawe stłumienie manifestacji kolejarzy, mimo że nie wydał rozkazu otwarcia ognia do protestujących robotników, po dotarciu demonstracji przed Zamek. W wyniku czego zginęło 7 robotników, 32 zostało rannych, dwóch zmarło w wyniku odniesionych ran w szpitalu.
Trybunał Dyscyplinarny w Poznaniu, na wniosek Rzepeckiego, oczyścił go 25 czerwca 1920 z zarzutu niedopełnienia obowiązków służbowych. Natomiast specjalnie powołana Komisja Sejmowa, do zbadania wydarzenia, nie dokonała jednoznacznego rozstrzygnięcia.
W kolejnych latach był urzędnikiem w Urzędzie Wojewódzkim w Poznaniu, a w 1921 skoncentrował się na pracy wydawniczej. W latach 1922–1927 sprawował mandat poselski z okręgu szamotulskiego. Był aktywnym członkiem stowarzyszeń weteranów oraz Stronnictwa Narodowego (wiceprezes zarządu miejskiego w Poznaniu).
Został pochowany na cmentarzu Górczyńskim w Poznaniu.

## Życie prywatne
Był synem księgarza Ludwika Władysława Rzepeckiego oraz pochodzącej ze Szwajcarii Romaine z domu Gex. Jego dziadkiem był powstaniec listopadowy Kajetan Władysław Rzepecki. Miał siostry: Helenę (nauczycielka i działaczka społeczna) i Zofię oraz brata Kazimierza (publicysta). Żoną Kazimierza, a szwagierką Karola była działaczka społeczna i feministka Izabela Moszczeńska-Rzepecka. W 1899 roku ożenił się z Marią z Nowickich. Mieli syna Zbigniewa i córkę Bożenę.

## Publikacje
Był autorem kilku książek:
- Pobudka wyborcza (1907)[8]
- Naprzód czy wstecz? (1912)
- Historia ustawy wyborczej pruskiej… (1913)
- Pułk czwarty 1830–1831 (1916)
- Powstanie grudniowe w Wielkopolsce (1919)[9]
- Oswobodzenie Poznania (1923)